# Hans Rudolf Spillmann
Hans Rudolf Spillmann (ur. 7 stycznia 1932 w Zurychu, zm. 11 czerwca 2024 tamże) – szwajcarski strzelec sportowy. Srebrny medalista olimpijski z Rzymu.
Zawody w 1960 były jego jedynymi igrzyskami olimpijskimi i był drugi w karabinie dowolnym w 3 postawach na dystansie 300 m. Na mistrzostwach świata w 1962 zdobył srebro w konkurencji 40 strzałów leżąc na dystansie 300 metrów.